# Constance Mayer
Marie-Françoise-Constance Mayer La Martinière, nota semplicemente come Constance Mayer (Chauny, 9 marzo 1775 – Parigi, 26 maggio 1821), è stata una pittrice francese.
Fu una delle più importanti pittrici francesi tra fine '700 e inizio '800.

## Biografia
Era figlia di un ufficiale governativo, che ne incoraggiò l'interesse per l'arte e in particolare per la pittura. Mayer dipingeva delle scene di genere e dei ritratti quando aveva vent'anni. Fu discepola artistica di Joseph-Benoît Suvée e poi di Jean-Baptiste Greuze, cominciando ad esporre le sue opere a partire dal 1796. Lo stile di Constance Mayer era netto e preciso, come da insegnamenti del neoclassicismo in voga all'epoca.
Dopo il regno del Terrore della rivoluzione francese, la società divenne più tranquilla e opere come i ritratti dipinti e in miniatura divennero popolari. Mayer dipinse dei ritratti di donne e bambini, delle scene di famiglia, degli autoritratti e delle miniature di suoi padre. Ella raggiunse un certo successo, esponendo al Salone del 1801 l'Autoritratto con il padre, nel quale egli indica un busto di Raffaello, invitandola a prendere come modello questo pittore rinomato. Sensibile al punto di vista delle artiste, Mayer presentò le sue opere in quanto studente di Greuze e Suvée, così che potessero essere più accettabili al pubblico. Ella lavorò nello studio di Jacques-Louis David nel 1801 e adottò uno stile semplice e diretto, ma raffigurò sempre delle scene sentimentali.

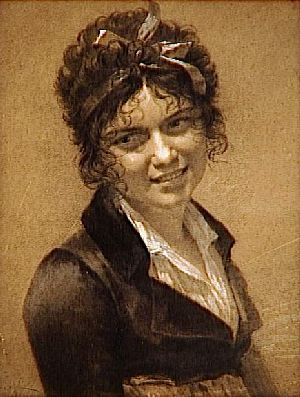
Un ritratto di Constance Mayer realizzato da Pierre-Paul Prud'hon nel 1804 circa.

Dal 1802 invece collaborò con Pierre Paul Prud'hon, con cui entrò in stretta confidenza, se non addirittura in relazione amorosa, rimanendogli vicino per tutta la vita, aprendo uno studio d'arte accanto al suo e occupandosi dei suoi figli quando la moglie di lui impazzì e fu ricoverata in sanatorio nel 1803. Entrambi avevano esposto delle opere al Salone e, a differenza di Prud'hon, lei aveva ricevuto un'educazione artistica migliore, mentre lui era noto per il suo talento nel disegno e per le composizioni a soggetto storico particolarmente complesse. Dopo che Prud'hon aveva divorziato dalla moglie, l'imperatore Napoleone gli diede un appartamento alla Sorbona. Nello stesso periodo (1803 circa), Napoleone, che aveva acquistato due dipinti di Mayer, diede anche a lei un appartamento. Lì ella svolse il ruolo di assistente di Prud'hon, crebbe i suoi cinque figli e divenne nota per essere la sua "allieva preferita".
La morte del padre nel 1810 le consegnò una cospicua eredità, con la quale visse serenamente gli anni successivi. Il rapporto con Prud'hon e la Sorbona poi le garantivano grande libertà artistica ed economica. Tuttavia con la Restaurazione la Sorbona venne requisita e sottoposta a controllo e censura da parte degli ufficiali regi, andando ad impattare significativamente l'indipendenza di Constance Mayer. Inoltre il rifiuto persistente di Prud'hon di sposarla nonostante fosse ormai vedovo la fece cadere in depressione, portandola al suicidio il 26 maggio 1821.
Venne sepolta al cimitero di Père-Lachaise. Prud'hon, divorato dai sensi di colpa per la sua morte, completò l'ultimo quadro da lei lasciato incompiuto, e quando egli stesso morì due anni più tardi si fece seppellire accanto a lei.

## Controversia
Come avveniva spesso per le artiste di sesso femminile che erano associate ad artisti più noti di sesso maschile, furono fatte delle affermazioni secondo le quali ella non avrebbe realizzato tutte le opere attribuitele e, a causa della sua lunga relazione con Prud'hon, non si sa ancora con esattezza quali realizzò lei e quali lui. La confusione si deve soprattutto per il fatto che i due artisti collaborarono per varie opere: lui faceva gli schizzi della composizione e lei realizzava i dipinti. Molti furono esposti a suo nome, ma quando le sue opere entrarono nelle collezioni pubbliche vennero attribuite a Prud'hon. Per esempio, Il sonno di Venere e Cupido, attualmente attribuito a Mayer, all'inizio era stato attribuito a Prud'hon dal personale della Wallace Collection.

## Galleria d'immagini

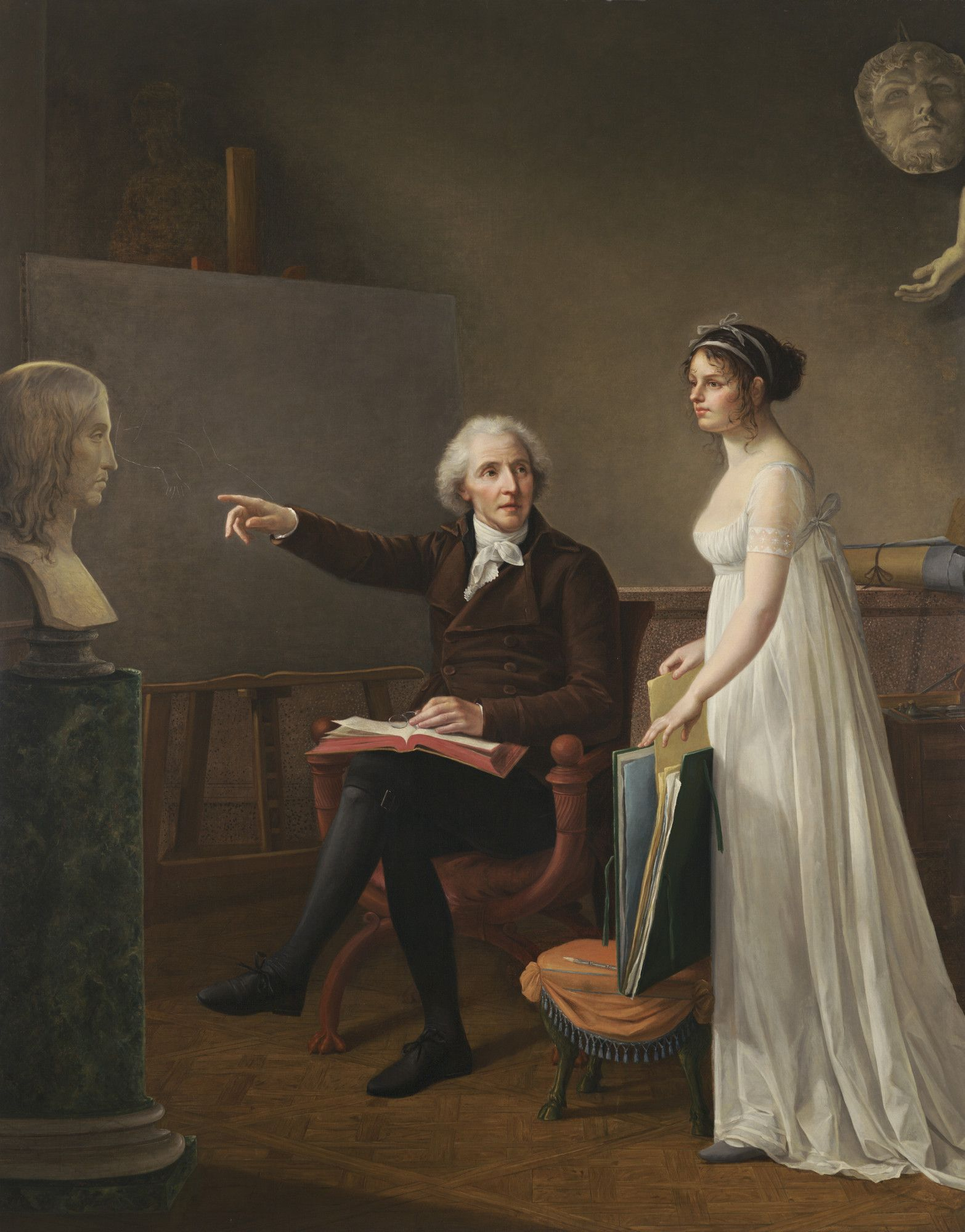
Autoritratto con il padre, 1801
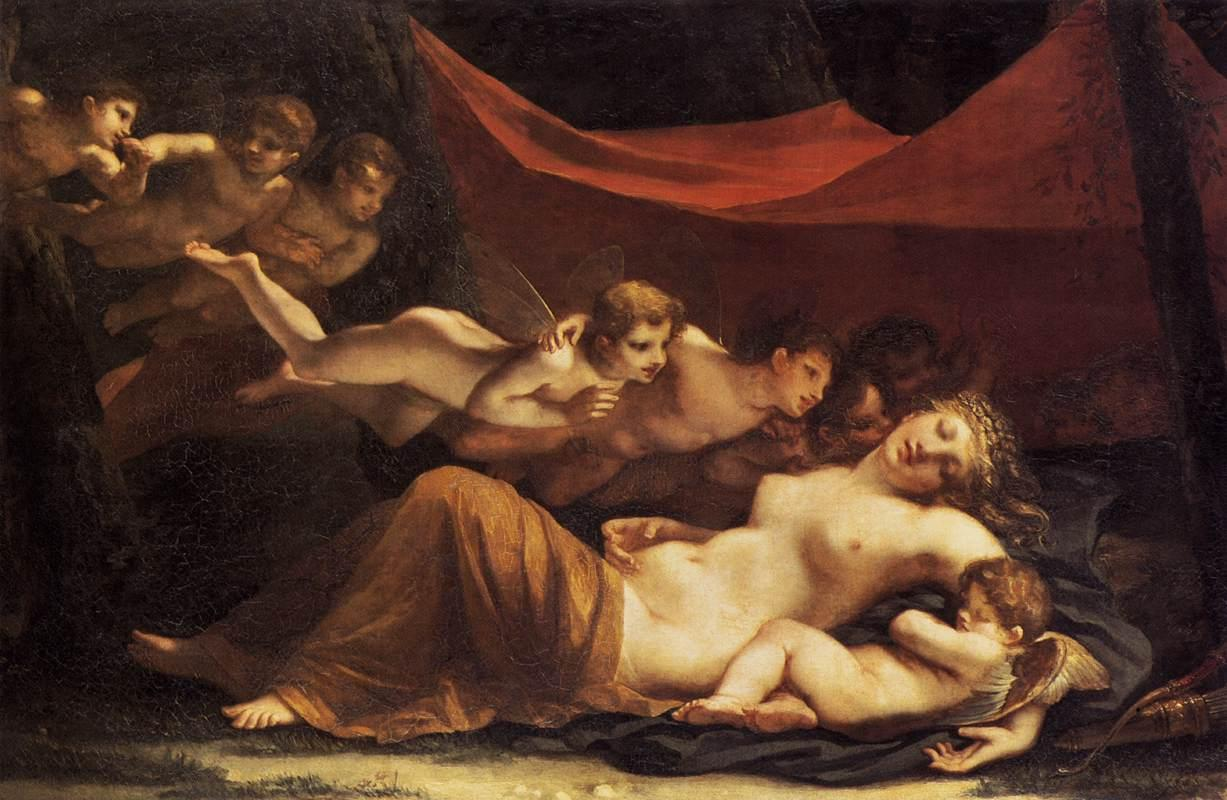
Il sonno di Venere e Cupido, 1806
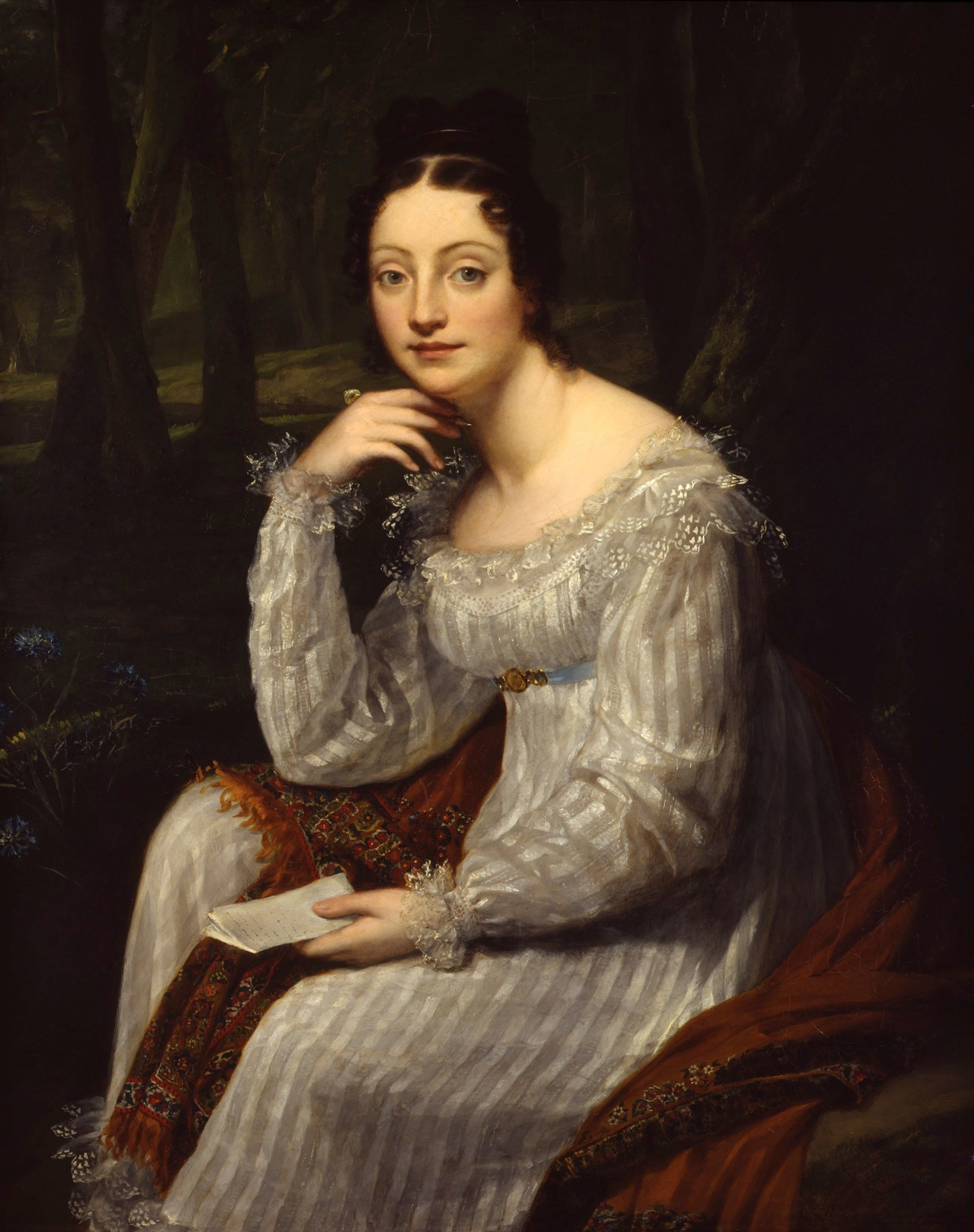
Ritratto di Amable Tastu, 1817 circa
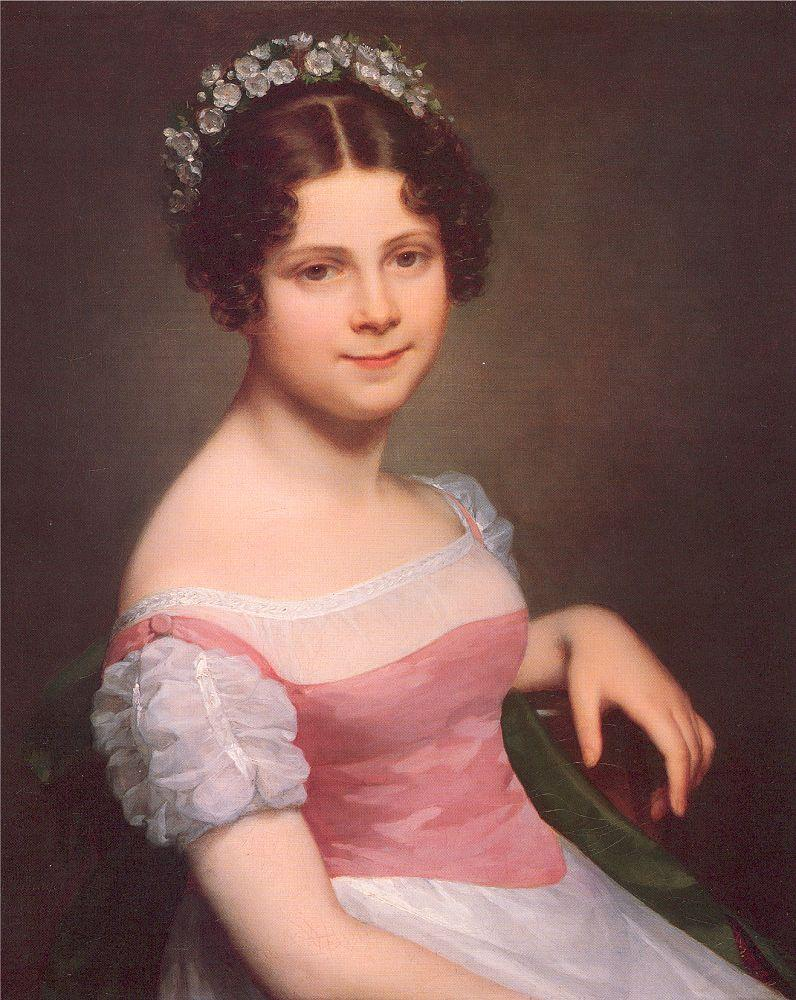
Ritratto di Sophie Fanny Lordon, 1820